# 飯島武次
飯島 武次（いいじま たけつぐ、1943年11月21日 - ）は、日本の考古学者。文学博士（東京大学・論文博士・1987年）。駒澤大学名誉教授。日本中国考古学会会長、北京大学考古文博学院客員教授、東洋文庫研究員など歴任。

## 来歴
東京都生まれ。1966年駒澤大学文学部地理歴史学科卒業。東京大学大学院人文科学研究科修士課程考古学専攻修了。1972年同博士課程考古学専攻単位取得満期退学、東京大学文学部助手。1976年財団法人古代学協会研究員、北川桃雄賞を受賞。1980年駒澤大学文学部考古学科専任講師、1982年助教授。1986年5月から1987年4月まで北京大学考古系研究員。
1987年「夏殷文化の考古学研究」で文学博士（東京大学）の学位を取得。1988年教授に就任。1998年から2007年まで日本中国考古学会会長、1999年より公益財団法人東洋文庫研究員、2009年4月から2010年3月まで北京大学考古文博学院客員教授を歴任。2014年駒澤大を定年退任、名誉教授｡
著書に『中国考古学のてびき』『中国夏王朝考古学研究』『中国考古学概論』など｡

## 受賞
- 1976年 北川桃雄賞
- 1992年 駒澤大学学術文化賞

## 著書
- 『夏殷文化の考古学研究』山川出版社 1985年
- 『中国新石器文化研究』山川出版社 1991年
- 『中国周文化考古学研究』同成社 1998年
- 『中国考古学概論』同成社 2003年
- 『中国夏王朝考古学研究』同成社 2012年
- 『中国考古学のてびき』同成社、2015年

### 編・監修
- 『中国・南越王の至宝 前漢時代広州の王朝文化 図録』監修 毎日新聞社 1996年
- 『故宮博物院 第12巻 青銅器』樋口隆康監修 責任編集 日本放送出版協会 1998年
- 『中国渭河流域の西周遺跡』編 同成社 2009年
- 『中国渭河流域の西周遺跡 2』編 同成社 2013年
- 『中華文明の考古学』編 同成社 2014年

「国立国会図書館サーチ」を参照

### 論文
- Cinii